# Edzard Ier de Frise orientale
Pour les articles homonymes, voir Edzard.
Edzard Ier (1461, Greetsiel – 14 février 1528, Emden), surnommé « le Grand » (der Große) est comte de Frise orientale de 1491 à sa mort.
Fils d'Ulrich Ier et de Theda Ukena, il succède à son frère aîné Ennon Ier. Il épouse Élisabeth de Rietberg le 27 juillet 1497. Ses fils Ennon II et Jean Ier lui succèdent.

## Son règne

### La succession
Sa mère Theda assura la régence du comté, avant de confier progressivement le pouvoir vers 1480 à son fils aîné Ennon. En 1481, Edzard partit étudier le droit romain à l'université de Cologne. Ennon mourut accidentellement en 1491 en cherchant à venger l'enlèvement de sa sœur, si bien qu'Edzard, qui revenait d'un pèlerinage à Jérusalem, reprit en 1492 les rênes du gouvernement avec sa mère ; lorsqu'en 1494 celle-ci mourut à son tour, il partagea le pouvoir avec son frère Uko.

### Au ban de l’Empire
La ville de Groningue, avec d'autres cités des Pays-Bas bourguignons, s'était soulevée contre l'autorité des Habsbourg dès la fin des années 1480. Conquise par le duc de Misnie, Albert l’Intrépide, le 12 septembre 1500, elle devait payer un lourd tribut et reconnaître Albert et ses héritiers comme stathouders héréditaires. À la mort du duc Albert (1504), les Frisons se soulèvent de nouveau et obtiennent l'abdication du nouveau stathouder, Henri IV de Saxe ; mais le duc de Saxe Georges, frère d'Henri, se fait à son tour proclamer stathouder (ewiger Gubernator) de tous les pays frisons. Alors la ville de Groningue dénonce cet acte, comme elle a refusé précédemment l'assujettissement à Albert de Saxe. Profitant de la situation, le comte Edzard se porte garant de l'indépendance de Groningue, puis en 1505 revendique le rattachement de cette ville à son duché. Une coalition de 24 princes du Saint-Empire envahit alors la Frise et se met à dévaster le pays. Sur le plan juridique, Edzard Ier est mis au ban de l'Empire et excommunié[réf. souhaitée].

### La guerre (1514-1517)

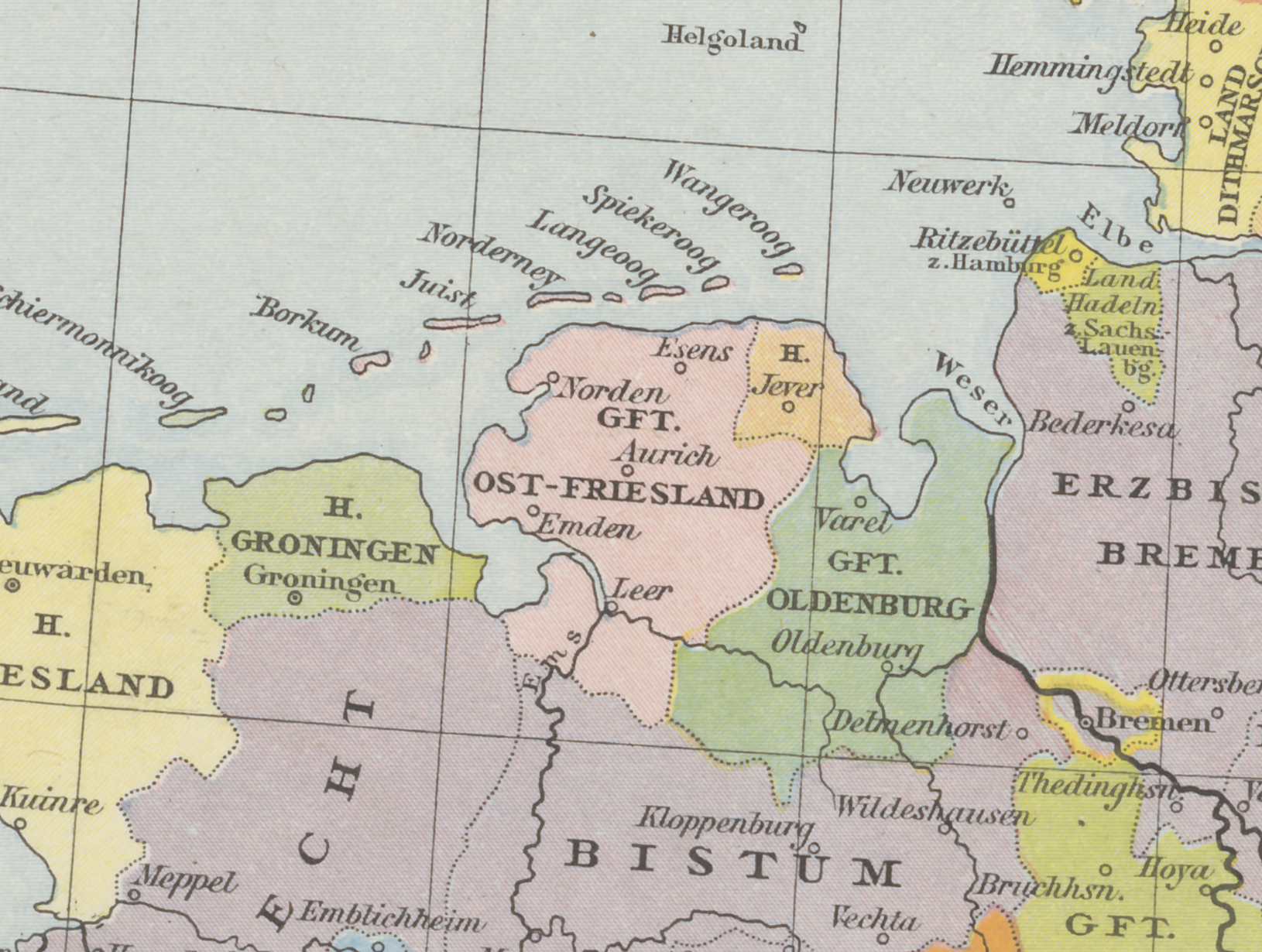
Les pays de Frise vers 1500 : Groningue (vert clair), la Frise orientale (rose), la seigneurie de Jever (orange) et le comté d'Oldenbourg (vert foncé).

De 1514 à 1517, la région est ravagée par la Querelle saxonne. Le comte Jean d’Oldenbourg cherche l'occasion de s’ouvrir un débouché sur la Mer du Nord : en 1514, il fait marche sur la péninsule de Butjadingen et la conquiert définitivement par la bataille de Langwarden. Simultanément, Henri Ier de Brunswick pénètre en Frise fort d'une armée de 20 000 hommes et assiège d'abord la citadelle de Leerort, qui n'est défendue que par la milice et quelques paysans volontaires ; c'est pourtant au cours de cette action qu'il trouve la mort, le 23 juin 1514, tué d’un tir de canon. Livrée à elle-même, son armée quitte définitivement la région.
Le comte d’Oldenbourg, avec l'appui de Hero Omken, s'empare ensuite du donjon de Gross-sander. Puis Hero Omken s'enfonce plus à l'ouest et prend d'assaut les trois châteaux couvrant Dornum, y compris celui de Stickhausen. Edzard doit battre en retraite et pour couvrir ses arrières fait incendier l’Abbaye de Meerhusen. Aurich, assiégée, est à son tour incendiée. Plus à l'ouest, des lansquenets de la Garde noire pillent la commanderie de Dünebroek. Puis vient le tour de l’abbaye de Burmönken, de Tjüche, de Leerhafe et de Rispel. Le château de Friedeburg capitule, celui d’Altgödens est détruit et le château de Kniphausen est pris d'assaut. Au mois de juin, Norden est incendiée et Bargebur, Lütetsburg et Berum sont mises à sac. La Garde noire se détourne ensuite vers Oldersum, mais le 14 juin 1514 elle se heurte pour la première fois à une armée ennemie, commandée par les junkers Ulrich von Dornum et Hicko d’Oldersum, et est tenue en échec. Une nouvelle tentative d'assaut, le 16 août 1514, échoue pareillement.
Mais au début de 1515, la roue tourne en faveur d’Edzard Ier: il parvient à reprendre la place de Gross-sander, tandis que son capitaine, Fulf von Kniphausen, s'empare des forts de Gutzwarden dans la péninsule de Butjadingen. Georges de Saxe décide alors de revendre sa charge de stathouder au jeune duc Charles de Bourgogne pour la somme de 100 000 florins. Il doit toutefois soutenir l'effort de guerre jusqu'en 1517, et dès 1516 perd la place-forte de Detern.
À la fin de l'hiver 1516-1517, Edzard Ier s'empare du château de Friedeburg. Charles Quint, nouveau maître des Pays-Bas, reconnaît l'autorité d’Edzard sur la Frise orientale et lève la mise au ban de 1514.

### La paix de Zetelen
Faute de pouvoir exiger davantage du nouvel empereur, Edzard dut évacuer Groningue et mit ainsi fin à ses rêves d'expansion vers l’ouest. Au fond, on ne lui avait demandé que de libérer les notables de la ville. Le 3 décembre 1517, il conclut la paix de Zetelen avec le duc Henri II de Brunswick et le comte Jean d'Oldenbourg : la « dotation frisonne » (vidualitium regroupant les terres de Zetel, Driefel et Schweinebrück) passaient au Comté d'Oldenbourg. Les bourgeois de Jever voulaient Edzard pour protecteur : il fut convenu par les anciens belligérants que le « Jeverland » serait réuni au duché de Frise orientale, pour peu que le prince Ennon épouse Marie de Jever. Toutefois cette clause demeura sans effet, vu qu'Ennon n'épousa pas la dame de Jever.
Aurich, qui avait été entièrement détruite au cours du conflit, fut reconstruite étant donné son rôle de carrefour commercial pour la vente de bestiaux : encore de nos jours, la taille de la place du marché paraît inhabituelle pour une ville aussi peu peuplée.
Edzard poursuivit sans répit la lutte avec les mercenaires de Hero Omken jusqu'à sa mort en 1522 : il entendait faire reconnaître ses droits sur le Harlingerland, reconnus par l'empereur, et effectua plusieurs campagnes dans cette province, mais les villes rebelles de Wittmund et d’Esens, puissamment fortifiées, ne lui laissèrent que des succès sans lendemain.